# James Clark Ross
Sir James Clark Ross (15. travnja 1800. – 3. travnja 1862.), bio je britanski mornarički časnik i istraživač. Sa svojim ujakom Sir Johnom Rossom i Sir Williamom Parryjem istraživao je Arktik, a kasnije je vodio vlastite ekspedicije na Antartiku.

## Životopis
Ross se rodio u Londonu. Godine 1812. stupio je u mornaricu i 1818. je pratio ujaka Sir John Rossa u njegovoj potrazi za Sjeverozapadnim prolazom. Od 1819. do 1827. Ross je sudjelovao u četiri arktičke ekspedicije pod zapovjedništvom Sir Perryja, a od 1829. do 1833. ponovno je služio kod ujaka u njegovom drugom putovanju na Arktik, kada su otkrili sjeverni magnetski pol, 1. lipnja 1831. godine na sjeveru Kanade. 
Godine 1834. godine Ross postaje kapetan.
Između 1839. i 1843., Ross je zapovjedao antarktičkom ekspedicijom koja se sastojala od dva broda HMS Erebus i HMS Terror i uspio kartirati veći dio obale Antarktika.
Godine 1841., James Ross je otkrio Rossovo more, Viktorijinu zemlju i vulkane Mount Erebus i Mount Terror, koji su dobili ime po brodovima.